# Municipio de Baltimore (Iowa)
El municipio de Baltimore (en inglés: Baltimore Township) es un municipio ubicado en el condado de Henry en el estado estadounidense de Iowa. En el año 2010 tenía una población de 850 habitantes y una densidad poblacional de 9,01 personas por km².

## Geografía
El municipio de Baltimore se encuentra ubicado en las coordenadas 40°51′27″N 91°25′58″O / 40.85750, -91.43278. Según la Oficina del Censo de los Estados Unidos, el municipio tiene una superficie total de 94.37 km², de la cual 92,6 km² corresponden a tierra firme y (1,87 %) 1,77 km² es agua.

## Demografía
Según el censo de 2010, había 850 personas residiendo en el municipio de Baltimore. La densidad de población era de 9,01 hab./km². De los 850 habitantes, el municipio de Baltimore estaba compuesto por el 99,06 % blancos, el 0,35 % eran afroamericanos, el 0,12 % eran asiáticos, el 0,35 % eran de otras razas y el 0,12 % eran de una mezcla de razas. Del total de la población el 0,71 % eran hispanos o latinos de cualquier raza.